# Cultura libre

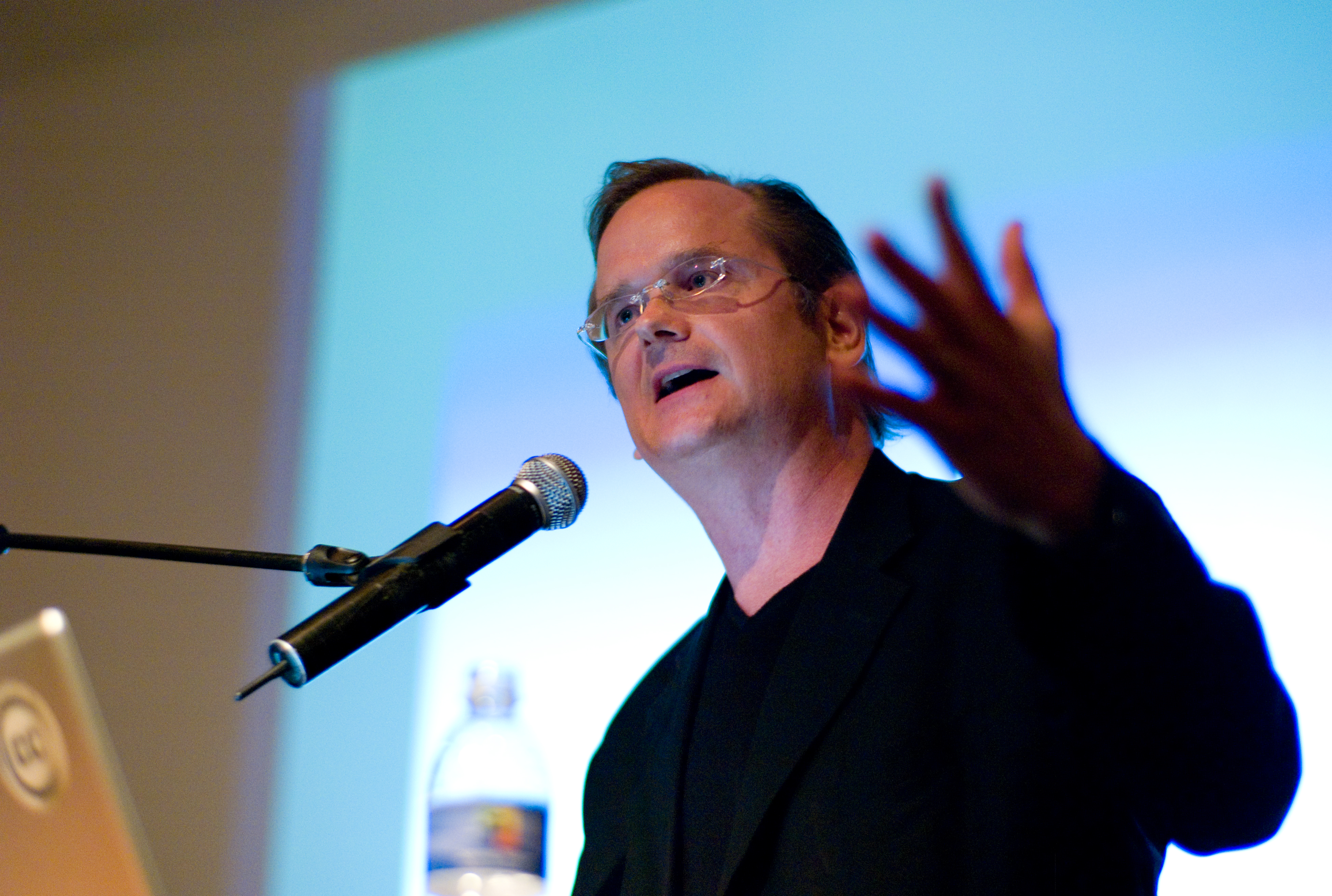
Lawrence Lessig, persona que impulsó las conocidas licencias Creative Commons.

La cultura libre es una corriente de pensamiento que promueve la libertad en la distribución y modificación de trabajos creativos basándose en el principio del contenido libre para distribuir o modificar trabajos y obras creativas, usando Internet así como otros medios. Es un movimiento que se contrapone a las medidas restrictivas de los derechos de autor, que varios miembros del movimiento alegan que también obstaculizan la creatividad.
La cultura libre está conformada por cuatro corrientes de pensamiento: El dominio público, el Copyleft, las Licencias Creative Commons y el software libre. Las obras en dominio público pueden utilizar también formatos libres.
Cultura Libre también es el título del libro de Lawrence Lessig, publicado en 2004. Hoy en día, la expresión es sinónimo de muchos otros movimientos, incluyendo el hacker, el movimiento copyleft, entre muchos otros.

## Antecedentes
En la antigüedad no existían los derechos de autor, todos los documentos existían bajo el dominio público y todas las personas podían copiar y citar los textos sin ningún impedimento. Esta práctica permitió preservar muchos documentos de las quemas de libros de emperadores y gobiernos autoritarios. No fue sino hasta finales de 1710 cuando se crean las leyes de derecho de autor, dando así lugar al desarrollo de la historia de los derechos de autor que se inicia con los derechos y monopolios sobre la impresión de libros.
Luego de crearse los derechos de autor, la mayoría de países contaban con una duración de estos derechos de 50 años. En 1998, el Congreso de los Estados Unidos aprobó la Sonny Bono Copyright Term Extension Act, que fue firmada como ley por el presidente Clinton. La legislación extiende la protección de derechos de autor por veinte años más, lo que resulta en un plazo de copyright global garantizada de setenta años después de la muerte del creador. El proyecto de ley fue presionado fuertemente por empresas como Disney, y apodado como la ley de protección de Mickey Mouse. Lawrence Lessig afirma que el Derecho de autor es un obstáculo para producir cultura, compartir conocimiento e innovar tecnológicamente, y que esos intereses privados se oponen al bien común. Lessig viajó durante el año 1998 a través del país, dando cientos de discursos en los campus universitarios y dando a conocer el movimiento. Esta experiencia dio lugar a la fundación del primer capítulo de Estudiantes por la Cultura Libre del Swarthmore College.

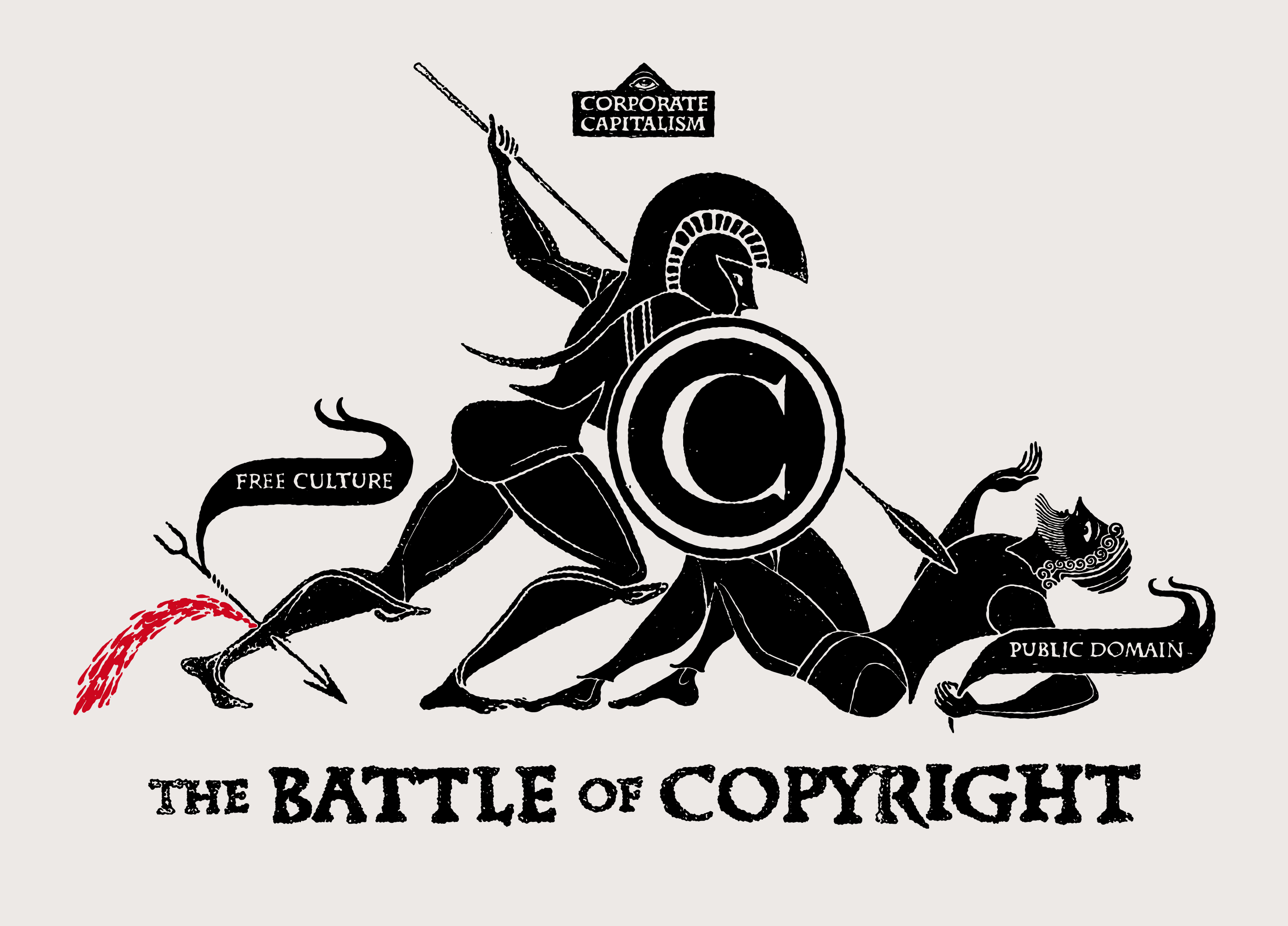
La batalla entre los derechos de autor, Derecho de autor y Dominio público.

En 1999, Lessig impugnó la Bono Act, llevando el caso a la Corte Suprema de los Estados Unidos. A pesar de su firme convicción por la victoria, y citando un lenguaje sencillo de la Constitución acerca de las "limitaciones" de los términos de Derechos de Autor, Lessig sólo obtuvo dos votos a favor: el de los Jueces Stevens y Breyer.
En 2001, Lessig inicia Creative Commons, una alternativa de "algunos derechos reservados" al existente método de "todos los derechos reservados" de los Derechos de Autor.

## Asuntos legales

### Derechos de autor

Símbolo de derechos de autor

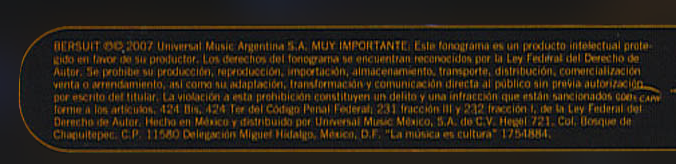
Ejemplo de obra no libre que dice "La Música es cultura". Sin embargo, no entra en la definición de "Cultura libre".

El derecho de autor es un concepto legal que otorga al autor o creador de una obra control legal sobre la duplicación y la actuación pública de su obra. En muchas jurisdicciones, esto está limitado por un período de tiempo después del cual las obras pasan al dominio público. Las leyes de derechos de autor son un equilibrio entre los derechos de los creadores de obras intelectuales y artísticas y los derechos de otros para construir sobre esas obras. Durante el período de derechos de autor, la obra del autor solo puede ser copiada, modificada o interpretada públicamente con el consentimiento del autor, a menos que se trate de un uso justo. El control tradicional de los derechos de autor limita el uso de la obra del autor a aquellos que pagan regalías al autor por el uso del contenido del autor o limitan su uso al uso justo. En segundo lugar, limita el uso de contenido cuyo autor no se puede encontrar. Por último, crea una barrera percibida entre los autores al limitar las obras derivadas, como los mashups y el contenido colaborativo.

### Dominio público

Logotipo de dominio público

El dominio público es un conjunto de obras creativas cuyos derechos de autor han expirado o nunca fueron establecidos, así como ideas y hechos que no son elegibles para derechos de autor. Una obra en el dominio público es una obra cuyo autor ha renunciado al público o ya no puede reclamar control sobre la distribución y el uso de la obra. Como tal, cualquier persona puede manipular, distribuir o utilizar la obra sin repercusiones legales. Una obra en el dominio público o lanzada bajo una licencia permisiva puede denominarse "copycenter".

### Copyleft

Símbolo de copyleft

Copyleft es un juego de palabras con derechos de autor y describe la práctica de utilizar la ley de derechos de autor para eliminar restricciones en la distribución de copias y versiones modificadas de una obra. El objetivo del copyleft es utilizar el marco legal de los derechos de autor para permitir que partes no autoras puedan reutilizar y, en muchos esquemas de licencias, modificar contenido creado por un autor. A diferencia de las obras en el dominio público, el autor aún conserva los derechos de autor sobre el material; sin embargo, el autor ha otorgado una licencia no exclusiva a cualquier persona para distribuir y, a menudo, modificar la obra. Las licencias de copyleft requieren que cualquier obra derivada se distribuya bajo los mismos términos y que se mantengan los avisos de derechos de autor originales. Un símbolo comúnmente asociado con el copyleft es una inversión del símbolo de derechos de autor, mirando en la dirección opuesta; la apertura de la C apunta hacia la izquierda en lugar de hacia la derecha. A diferencia del símbolo de derechos de autor, el símbolo de copyleft no tiene un significado codificado.

## Definición delibertad
En la cultura libre encontramos varios niveles de libertad. Tenemos las obras en dominio público, las cuales tienen libertades ilimitadas, las obras bajo licencias Creative Commons, las cuales se reservan algunas libertades y también tenemos el software libre, que se explica más abajo.

### Dominio público
El dominio público siempre ha existido a lo largo de los más de 100 milenios que tiene la humanidad, hasta que hace tres siglos aparecen los derechos de autor. 
Aún existiendo los derechos de autor, estos tienen una vigencia limitada dependiendo del país de publicación, la cual oscila entre 5 y 7 décadas. Por lo que la mayoría de obras publicadas antes de 1940 hoy en día se encuentran bajo el dominio público. Muchos autores de obras de finales del siglo XX y principios del siglo XXI han decidido publicar sus obras en dominio público en lugar de publicarlas con derechos reservados.

### Creative Commons
Creative Commons es un sitio web en inglés creado por Lawrence Lessig, donde se puede encontrar un listado de licencias que nos permiten compartir bajo varias condiciones, y también nos ofrece una búsqueda en línea de varios proyectos de Creative Commons.
Dentro del movimiento de la cultura libre, Creative Commons ha sido criticado por su falta de estándares de la libertad. Por lo tanto, algunos dentro del movimiento sólo tienen en cuenta algunas licencias Creative Commons para ser realmente libre basada en la definición de obras culturales libres. Las licencias Creative Commons pueden tener o no algunos derechos de copia o copyright.
Creative Commons, una organización sin ánimo de lucro fundada en 2001 por Lawrence Lessig, un profesor de leyes de la universidad de Standford y figura prominente en el movimiento del software libre. Escribió un libro llamado Cultura libre, donde se proveen argumentos a favor del movimiento de la cultura libre y donde cristaliza la génesis de Creative Commons, cuya misión consistiría en crear una serie de licencias estandarizadas para las obras artísticas y culturales, que permiten al autor reservarse sólo algunos derechos sobre su obra, en contraposición a "todos los derechos reservados" del copyright.
Estas manifestaciones de Cultura Libre han permitido un mayor control de los creadores sobre sus obras y un mejor acceso para todas las personas a estos bienes intelectuales bajo estándares no restrictivos y para ello, iniciativas encaminadas a la promoción de esta filosofía han adelantado proyectos específicos encaminados al desarrollo y conocimiento de actividades bajo estos permisos libres.
Puede diferenciarse de la filosofía originaria del software libre ya que algunas licencias Creative Commons impiden el derecho a hacer obras derivadas o usos comerciales. Otros usan de forma más laxa el término libre, incluso cuando se incluyen limitaciones a transformar las obras o comerciar con ellas. Aun así la licencia Creative Commons atribución permite copias comerciales siempre que se mantenga la licencia original, lo que permite que la obra siga existiendo siempre gratuita y abierta para usos posteriores por parte de otros artistas.

### Software Libre
El movimiento de la cultura libre, con su distintivo libre intercambio de ideas, es uno con el Movimiento de software libre. Richard Stallman, el fundador del proyecto GNU, y activista del Software Libre, aboga por la libertad de compartir información. El dicho de que el software libre significa libre como en "libertad de expresión", no "barra libre".
Según la Free Software Foundation, este se refiere a la libertad de los usuarios para ejecutar, copiar, distribuir, estudiar, cambiar y mejorar el Software. Las características de esta terminología destaca ciertas libertades de los usuarios del software como, por ejemplo, la libertad de usar el programa con cualquier propósito, distribuir copias del mismo, entre otras.
Es así como el 25 de febrero de 1989 se publica la primera versión de la licencia GPL, apareciendo luego en junio de 1991 una segunda versión. El surgimiento y difusión popular de las licencias de software libre, donde los programas informáticos tienen cuatro libertades básicas, así como del copyleft, que utiliza como medio el Derecho de autor para conseguir como fin que las obras derivadas de un programa que tenga las cuatro libertades anteriores las posean también (lo que ha sido llamado a veces cláusula vírica), inspiró la plasmación de dicha filosofía en otros ámbitos. Los desarrolladores de software libre crean a su vez formatos abiertos que pueden ser utilizados libremente por cualquier software libre o no libre.
De esta manera surgieron las primeras licencias libres no orientadas específicamente a software como la Open Communication License v. 1.0, para publicaciones, y la GNU Free Documentation License v. 1.2, para documentación de software. 
En 1998 surge el término «contenido abierto» o «de acceso abierto» (open source), un tipo de licencia de software que no es libre, ya que solo permite ver el código y no se basa en la filosofía del software libre y de código abierto y en políticas existentes de proyectos como la propia Wikipedia, que permite que quien quiera se sume a una definición no ambigua, basada en las tradicionales cuatro libertades, debido a esto se lanzó la iniciativa Freedom Defined con el fin de establecer una definición razonable y ampliamente aceptada.
Entre los programas libres destacan los sistemas operativos GNU/Linux en sus diferentes distribuciones, todos son libres o abiertos, la mayoría de distribuciones son gratuitas, aunque también existen algunos proyectos de pago ya que se paga por el servicio que presta la empresa que los vende. Hay programas libres y en su mayoría gratuitos para casi cualquier actividad que se pueda ocupar, desde programas de oficina, navegadores web, programas para mensajería instantánea, videojuegos, entre otros.

### Hardware Libre
El hardware libre es todo dispositivo de hardware cuyas especificaciones y diagramas esquemáticos son de acceso público, la filosofía del software libre es aplicable a la del hardware libre y por ende forma parte de la cultura libre. Algunos ejemplos de hardware libre son los siguientes:
- La arquitectura UltraSparc cuyas especificaciones están disponibles bajo una licencia libre.
- La impresora 3D RepRap autoreplicante.
- Arduino, una plataforma libre de computación física basada en una simple tarjeta de I/O y un entorno de desarrollo que implementa el lenguaje libre Processing / Wiring.
- GP2X, una videoconsola portátil libre.
- Open Graphics Project tiene un proyecto para desarrollar la tarjeta gráfica OGD1.

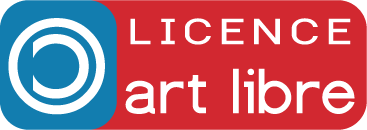
Logo Licencia Arte Libre

### Licencia Arte Libre
En el año 2000 nace Licencia Arte Libre (Art Libre), una licencia que surge del encuentro de Copyleft Attitude en París a principios de dicho año, con el fin de dar acceso abierto a una obra para autorizar su uso sin ignorar los derechos morales de autor. Es una adaptación de la licencia GPL, para las obras artísticas distintas de software.

### Licencia Aire Incondicional
En el año 2004 desde el marco legal español aparece la licencia Aire Incondicional, llevada a cabo en el Centro de Arte Shedhalle, la cual ha sido aplicada a una serie de contenidos y que la hace fácilmente entendible y modificable por sus usuarios.

### Coloriuris
En el año 2005 nace ColorIURIS un sistema internacional de gestión y cesión de derechos de autor creado a partir del modelo jurídico continental, cuya principal característica es la puesta a disposición de contenidos a través de contratos de cesión de derechos, lo que hace de este sistema una alternativa diferente a las demás.

### Obra cultural libre
En el año 2007 se acuerda la Definición de Obra Cultural Libre (Freedom Defined), con el apoyo de la FSF y de Creative Commons. Esta definición responde a la necesidad de diferenciar con precisión el significado de "libre" que usa el movimiento de software libre (como sinónimo de copyleft) y otros usos menos estrictos, como los que empiezan a surgir del uso de las variantes no estrictamente libres de las licencias Creative Commons.
Ese año se crea también el primer registro de obras libres por Internet, conocido como Espacio de utilidad pública, el cual ha sido puesto a disposición por el sistema ColorIURIS. Su finalidad: albergar aquellas obras que han pasado al dominio público.

## Obras libres
Las obras libres se refieren a todas las obras culturales producidas bajo una licencia libre, entre ellas encontramos las siguientes:

### Literatura libre
Representan el mayor número de obras libres, ya que la escritura y las obras escritas tienen más de ocho milenios desde sus primeras creaciones, entre ellas existen varias enciclopedias en dominio público y millones de libros en bibliotecas antiguas, además de todos los libros escritos y producidos antes de 1700. Además todas las obras que han pasado al dominio público luego de 1700 y todas las obras publicadas con licencias libres como Creative Commons.

### Música libre
Estas obras también cuentan con una amplia cantidad de creaciones, destacan todas las obras artísticas de cada pueblo del planeta de las que se tiene registro hasta antes del siglo XVII, muchas de estas obras han sido grabadas nuevamente y ofrecidas libremente al público por proyectos como museopen.

### Imagen libre
Las imágenes libres son todas las imágenes sin derechos de autor, es decir todas las imágenes dibujadas, pintadas o fotografiadas antes de 1700 o todas las imágenes en las que los derechos de autor han expirado, además de las imágenes con licencias libres como creative commons y copyleft. En sitios como Wikicommons o Flickr se pueden compartir y descargar imágenes con estas licencias.

### Video libre
Son todas los videos grabadas bajo dominio público, actualmente el sitio publicdomainttorrents almacena casi mil películas que han pasado al dominio público para su libre distribución en redes torrents. Además destacan todas las obras producidas bajo licencias creative commons, copyleft, entre otras.

## Comparación de licencias
A continuación, se enlistan las distintas licencias libres disponibles hoy en día:
| Licencia                               | Alcance previsto                        | Copyleft | Modificabilidad práctica | Atribución         | Derechos relacionados | Prohibición de control de acceso                      | Aplicación mundial      |
| -------------------------------------- | --------------------------------------- | -------- | ------------------------ | ------------------ | --------------------- | ----------------------------------------------------- | ----------------------- |
| Against DRM                            | Obras de arte                           | Normal   | No                       | Aviso de Copyright | Concedidos            | Licenciante y concesionario                           | Traducciones exactas    |
| CC0 Public Domain Dedication           | Genérica                                | No       | No                       | No                 | No                    | No                                                    | Misma licencia          |
| Creative Commons Attribution           | Genérica                                | No       | No                       | Sí                 | No                    | Sí                                                    | Adaptaciones nacionales |
| Creative Commons Atribution ShareAlike | Genérica                                | Normal   | No                       | Sí                 | No                    | Sí                                                    | Adaptaciones nacionales |
| Design Science License                 | Genérica, óptimamente datos científicos | Normal   | Sí                       | Aviso de Copyright | No                    | No                                                    | Misma licencia          |
| Free Art License                       | Obras de arte                           | Normal   | Sí                       | Sí                 | Sí                    | Sí                                                    | Traducciones exactas    |
| FreeBSD Documentation License          | Documentación                           | No       | Sí                       | Aviso de Copyright | Sí                    | Sí                                                    | Misma licencia          |
| GNU Free Documentation License         | Documentación                           | Normal   | Sí                       | Sí                 | Sí                    | Sí                                                    | Misma licencia          |
| GNU Lesser General Public License      | Genérica, óptimamente software          | Débil    | Sí                       | Aviso de Copyright | Sí                    | Sí                                                    | Misma licencia          |
| GNU General Public License             | Genérica, óptimamente software          | Fuerte   | Sí                       | Aviso de Copyright | Sí                    | La versión 3 prohíbe la Tivoización en ciertos casos. | Misma licencia          |
| Lizenz für Freie Inhalte               | Genérica                                | Normal   | Sí                       | Sí                 | Sí                    | Sí                                                    | Desconocida             |
| MirOs Licence                          | Genérica                                | No       | Sí                       | Aviso de Copyright | Sí                    | No                                                    | Misma licencia          |
| MIT License                            | Software                                | No       | Sí                       | Aviso de Copyright | Sí                    | Sí                                                    | Misma licencia          |

## Formatos libres
En la cultura libre no solo existen obras libres, sino también muchos formatos libres que pueden contener obras libres. Los desarrolladores de software libre crean formatos libres para guardar los archivos, estos formatos pueden ser utilizados libremente por otros desarrolladores de software sin tener que pagar regalías. Algunos formatos libres se muestran en la siguiente tabla:
| Tipo                                           | Nombre del formato |
| ---------------------------------------------- | ------------------ |
| Documentos de oficina                          | OpenDocument       |
| Formato de documento portátil                  | PDF                |
| Formato de imagen                              | PNG                |
| Formato de audio (sin pérdidas)                | Flac               |
| Formato de audio (con pérdidas)                | Vorbis             |
| Formato de video                               | Theora             |
| Formato de video                               | Dirac              |
| Formato para documentos de imágenes escaneadas | DjVU               |
| Formato de compresión de archivos              | 7z                 |
| Formato contenedor multimedia                  | MKV                |
| Formato de imagen en movimiento                | MNG                |
| Formato de hipertextos                         | HTML               |
| Formato de texto enriquecido                   | RTF                |
| Formato de compresión                          | GZIP               |
| Formato de compresión                          | BZIP2              |
| Formato de audio                               | OGG                |
| Formato de audio (sin compresión)              | WAV                |
| Formato de video (requiere contenedor MPEG-4)  | XviD               |

## Definición de las obras culturales libres

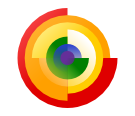
Logotipo oficial de la Definición de las obras culturales libres.

Benjamin Mako Hill escribió en 2005 un artículo en el que criticaba a Creative Commons por hablar de cultura libre no teniendo definidos una serie de criterios concretos bajo los cuales una obra pudiera considerarse libre. En 2006 se lanzó el proyecto Freedomdefined.org, para lograr una definición para las obras culturales libres, para la cual, se contó con la opinión de especialistas del software libre, artistas, científicos y abogados, además de la propia Creative Commons (que respalda explícitamente la iniciativa) y de la FSF, presentándose su primera versión en el 2007.
Según la Definición de las obras culturales libres, son trabajos libres aquellos que permiten las siguientes libertades esenciales:
- La disponibilidad de la información desde la fuente
- El uso de un formato libre
- Evitar restricciones técnicas
- Usar el trabajo y disfrutar de los beneficios de su uso
- Estudiar el trabajo y aplicar el conocimiento adquirido de él
- Hacer y redistribuir copias, totales o parciales, de la información o expresión
- Hacer cambios y mejoras, y distribuir los trabajos derivados

Esta definición destaca a las obras culturales libres como obras que pueden ser libremente estudiadas, aplicadas, copiadas y/o modificadas por cualquier persona. Sin embargo, existen ciertas restricciones que protegen dichas libertades. Esta definición distingue entre obras libres y licencias libres que pueden usarse para protefer legalmente el estatus de una obra. Esta definición sirve a modo de herramienta para determinar si una obra o licencia cumple o no la condición de libre.